# Ernst Karbaum
Ernst Karbaum (* 4. Februar 1891 in Migehnen (heute poln.: Mingajny) im Ermland; † 18. Dezember 1940 im KZ Stutthof) war Priester der katholischen Kirche.

## Leben
Nach dem Abitur in Braunsberg (Braniewo) besuchte Karbaum das Priesterseminar. Am 3. März 1917, wurde er durch Bischof Augustinus Bludau zum Priester geweiht. Während des Ersten Weltkrieges war er Rettungssanitäter, und wurde für seine Verdienste mit dem Eisernen Kreuz II. Klasse ausgezeichnet. Nach seinem Pfarrvikariat in verschiedenen Gemeinden wurde er Superintendent des Waisenhauses für Jungen in Danzig-Alt Schottland.
1931 wurde er Pfarrer in Bärwalde (Niedźwiedzica) bei Steegen, ebenfalls im Danziger Freistaat. Dort war er sehr beliebt und als bescheidener und zurückhaltender Seelsorger hoch angesehen. Auch nach Ausbruch des Zweiten Weltkriegs blieb er dort Pfarrer.
Nachdem er polnischen Zwangsarbeitern Trost gespendet und gepredigt hatte, wurde Ernst Karbaum wegen Hochverrats im Konzentrationslager Stutthof inhaftiert. Dort starb er in der Folge zweitägiger, schwerster Misshandlung am 18. Dezember 1940. Sein Leichnam wurde verbrannt.
Neben Karbaum zählten zu den Opfern auch die deutschen Pfarrer Johann Aeltermann, Bruno Binnebesel und Robert Wohlfeil, deren Widerstand gegen den Nationalsozialismus bereits vor dem Krieg bekannt war.

## Gedenken
Eine Gedenktafel an der Marienkapelle in Söder bei Hildesheim nennt seinen Namen.
Die katholische Kirche hat Pfarrer Ernst Karbaum als Glaubenszeugen in das deutsche Martyrologium des 20. Jahrhunderts aufgenommen.